# Tony Scaglione
Tony Scaglione, född 23 juli 1967 i Passaic, New Jersey, är en amerikansk rock- och metal-trummis, känd för att ha spelat bland annat i Ambush (musikgrupp), Raging Slab och Zero Hour. Han har också spelat live med Slayer under delar av Reign In Blood-turnén 1986-1987 och med M.O.B. 1993.
1984 bildade trummisen Scaglione bandet Whiplash tillsammans med Tony Portaro på sång och gitarr samt Tony Bono på bas.

## Diskografi

### Med Ambush
- Demo (1983)

### Med Jackhammer
- Lethal Injection – Demo (1984)
- Chainsaw Love – Demo (1984)

### Med Whiplash
- Fire Away – Demo (1984)
- Thunderstruk – Demo (1984)
- Speed Metal Hell Vol.1 – New Renaissance Records (1985)
- Looking Death in the Face – Demo (1985)
- Unnamed 3 song Demo – (1985)
- Power and Pain – Roadrunner Records (1986)
- Speed Kills II – Under One Flag Records (1986)
- Speed Metal Hell 1 & 2 Special Gatefold version- New Renaissance Records (1987)
- Cult of One – Massacre Records (1995)
- Rock Hard Dynamit #18 – Rock Hard Records (1996)
- Messages in Blood: The Early Years – Displeased Records (1997)
- Insult to Injury + Live at CBGB’s 1986 – Displeased Records (1997)
- S.O.D. Magazine Sampler #9 – Displeased Records (1997)
- Smells Like Team Spirit Vol. 2 – Displeased Records (1998)
- Smells Like Team Spirit Vol. 3 – Displeased Records (1998)
- Thrashback – Massacre Records (1998)
- Metalized – Pounding Power Vol. 5 (1998)
- Metal Hammer – Offroad Tracks #14 (1998)
- Thrash ‘Til Death – AFM Records (2009)
- XXX. Three Decades of Roadrunner Records – Roadrunner Records (2013)

### Med Cerebral Hemorrhage
- Demo (1986) - bakgrundssång

### Med Deathrash
- Faces of Death – Demo (1986)
- Speed Metal Hell Vol. 2 – New Renaissance Records (1986)
- Thrash Beyond Death – Independent release (2009)

### Med Zero Hour
- Demo (1987)

### Med Raging Slab
- Raging Slab – RCA Records (1989)
- Don’t Dog Me (single) – RCA Records (1989)
- Bent for Silver (single) – RCA Records (1989)
- Heavy Metal Hits of the 80’s Vol. 3 – Rhino Records (1996)
- Dear Nipper – RCA Records (1990)
- La Saga Du Metal: Les Anees 80 – Le Club Dial Records (1997)
- The Night They Drove Old Dixie Down – Universe Records Japan (2012)

### Med Cause For Alarm
- Beyond Birth and Death – Victory Records (1995)
- We Are Hardcore promo – Victory Records (1995)
- Victory Style Vol.1 – Victory Records (1996)
- Cheaters and the Cheated – Victory Records (1996)
- Plastic Bomb # 13 – Cheap Thrills Records (1996)
- Victory Style Vol.2 – Victory Records (1997)
- Area 51 Compilation – I Scream Records (1997)
- Birth After Birth – Victory Records (1997)
- Back to Your Roots – Victory Records (1997)
- The Thing From Another World: Supernerdmobile (1997)
- Victory Style Vol. 3 – Victory Records (1997)
- Victory Hardcore Summer Tour 1998 – Victory Records (1998)
- Made in New York – Eternal Records (2000)
- Nothing Ever Dies – Victory Records (2000)

### Med Eightfold
- Demo (1998)

### Med North Side Kings
- This Thing of Ours – Thorp Records (2000)
- Fighting Music – Deathwish Inc./Bridge Nine/ Thorp Records (2000)
- Skratch Magazine compilation – Skratch Records (2000)

### Med Mantra
- Demo (2003)

### Med M.O.D
- Devolution – Blackout Records (2004)
- Dictated Aggression – Blackout Records (2004)

### Med 7 Licks
- Lick One – Demo (2005)

## Liveframträdanden
- Med Slayer (1986-1987)
- Med M.O.B. (1993)